# یواس‌اس آیولوس (ای‌آرسی-۳)
یواس‌اس آیولوس (ای‌آرسی-۳) (به انگلیسی: USS Aeolus (ARC-3)) یک کشتی بود که طول آن ۴۳۸ فوت (۱۳۴ متر) بود. این کشتی در سال ۱۹۴۵ ساخته شد.